# Kosuke Nakamura
Kosuke Nakamura (中村 航輔, Nakamura Kosuke, Tokio, 27 februari 1995) is een Japans voetballer die als doelman speelt bij Kashiwa Reysol.

## Clubcarrière
Kosuke Nakamura begon zijn carrière in 2013 bij Kashiwa Reysol. In het seizoen 2015 kwam hij op huurbasis uit voor Avispa Fukuoka.

## Japans voetbalelftal
Kosuke Nakamura nam met het Japans voetbalelftal deel aan de Olympische Zomerspelen 2016. Nakamura maakte op 12 december 2017 zijn debuut in het Japans voetbalelftal tijdens een wedstrijd om het Oost-Aziatisch kampioenschap voetbal 2017 tegen Noord-Korea.

## Statistieken
| Japans voetbalelftal | Japans voetbalelftal | Japans voetbalelftal |
| Jaar                 | Wed.                 | Dlp.                 |
| -------------------- | -------------------- | -------------------- |
| 2017                 | 2                    | 0                    |
| 2018                 | 2                    | 0                    |
| 2019                 | 2                    | 0                    |
| Totaal               | 6                    | 0                    |